# Serment (parti politique)
Pour les articles homonymes, voir Serment (homonymie).
Serment (en tchèque : Přísaha, abrégé P) est un parti politique tchèque fondé en 2021 par l'ancien officier supérieur de l’unité de la police contre le crime organisé, Robert Šlachta, notamment connu pour son rôle d’enquêteur dans le scandale de corruption de 2013 en Tchéquie (en).

## Résultats
| Année | Voix    | %    | Rang | Élus    | +/- |
| ----- | ------- | ---- | ---- | ------- | --- |
| 2021  | 251 562 | 4,68 | 5e   | 0 / 200 | Nv  |